# Romano Bonaventura
Romano Bonaventura, también conocido con los nombres Romano de Sant'Angelo, Romano Frangipani o Romano Papareschi (Roma , ? - 20 de febrero de 1243), fue un cardenal italiano del siglo XIII. Fue legado del papa Honorio III y preceptor del joven Luis IX, rey de Francia.

## Biografía

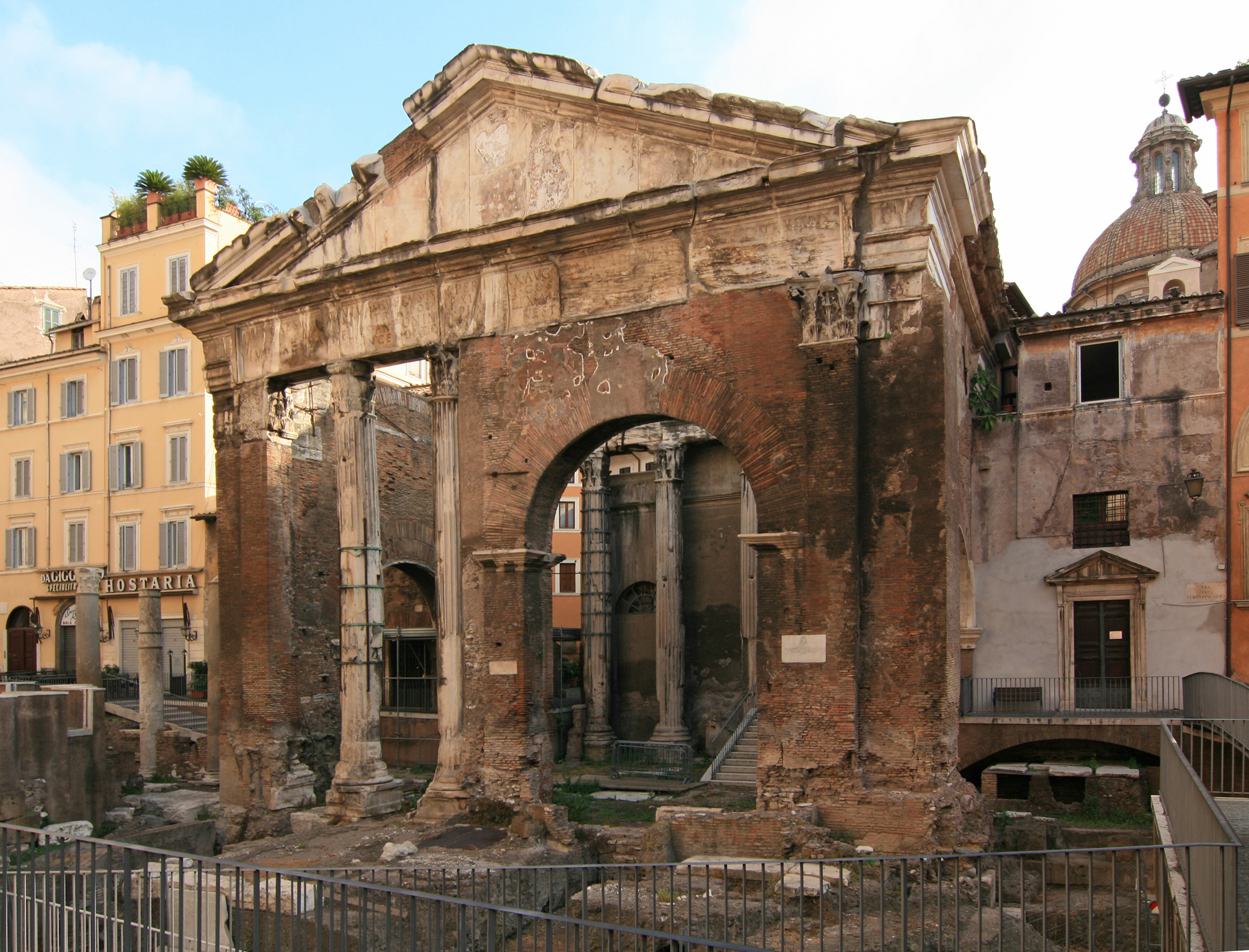
Iglesia de Santo Ángel en Pescheria (Roma). El templo está adosado al antiguo Pórtico de Octavia, del siglo I a. C.

Una de sus denominaciones conocidas, Papareschi, sugiere una procedencia de una familia romana del rione Trastévere, descendiente de Gregorio Papareschi (m. 1143).
Romano Bonaventura se formó como jurista. Fue nombrado cardenal-diácono de Santo Ángel en Pescheria, en Roma, por Inocencio III en 1216. Honorio III lo envió como legado a Francia para asegurar la presencia pontificia en la cruzada real del Languedoc en 1226. Fue el artífice de la celebración del Concilio de Bourges (1225), que condenó a Ramón VII de Toulouse y puso las bases de la intervención real en el asunto Albigés. Luego permaneció en Francia y ejerció influencia sobre Blanca de Castilla; Bonaventura era un diplomático muy hábil, y la regenta de Francia le llamó para dirigir las negociaciones con Ramón VII, que llevaron al Tratado de París de 1229.
Fue vicario de Roma, probablemente entre 1227 y 1230, legado en Inglaterra y gobernador de la Campania y la Marittima. También fue obispo de Oporto-Santa Rufina de 1231 a 1243 y arcipreste de la basílica de Santa María Mayor de Roma. Murió en Roma en 1243 durante su vacante que condujo a la elección de Inocencio IV.
El cardenal Bonaventura participó en la elección de cuatro papas:
- Honorio III en 1216,
- Gregorio IX en 1227,
- Celestino IV en 1241 e
- Inocencio IV de 1241-1243.[1]